# 인베스티게이션 디스커버리

인베스티게이션 디스커버리(Investigation Discovery, 약칭 ID)는 미국의 텔레비전 방송국으로, 수사와 토론 관련 프로그램 등을 송출하는 방송국이다. 디스커버리 채널 계열 소속이며, 예전에는 지리와 세계의 역사 관련 프로그램을 송출했다.

## 연혁
1996년 Discovery Civilization Network: The World History and Geography Channel로 개국했으며, 1998년 Discovery Civilization Channel로, 2003년에 Discovery Times로 바뀌었으며, 2009년에 현재 이름이 되었다.

## 채널 번호
- DirecTV-285번(SD/HD), 1285번(VOD)
- AT&T U-verse-260번(SD), 1260번(HD)
- Dish Network-192번(SD/HD)
- 버라이즌 FiOS-123번(SD)/623번(HD)

## 특이사항
- 다른 IPTV와는 달리 스카이 앤젤의 경우에는 송출되지 않는 채널 중 하나이다.